# Vitraux de Bourges

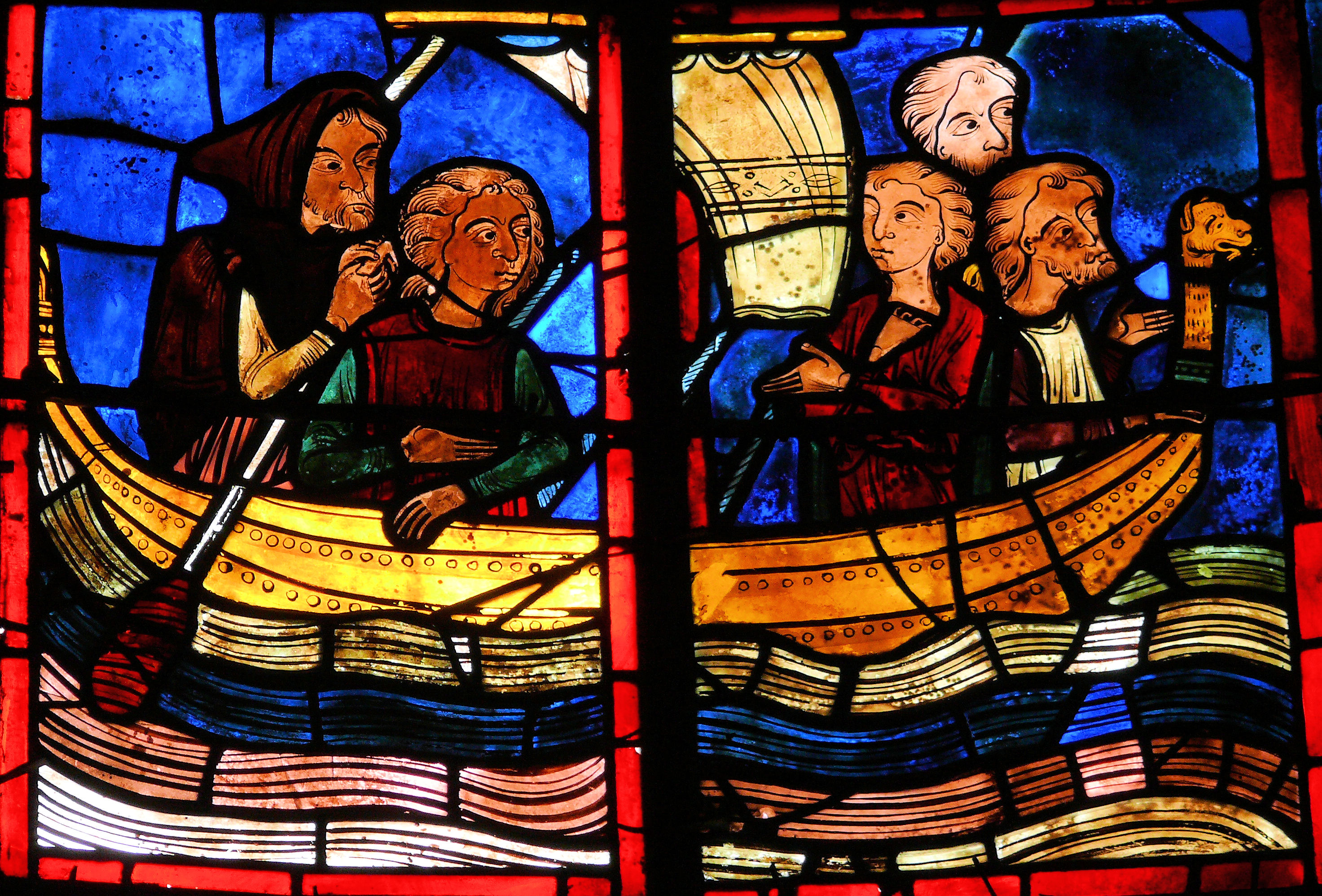
Vitrail de la légende de Marie l'Égyptienne

La cathédrale Saint-Étienne de Bourges possède une remarquable collection de vitraux. Ils peuvent être classés en plusieurs catégories :
- les vitraux du premier tiers du XIIIe siècle, comprenant :

- les vitraux légendaires du déambulatoire,
- les vitraux hauts du collatéral intérieur et du chœur,
- les vitraux datant du duc Jean de Berry, à la fin du XIVe siècle,
- les vitraux des chapelles latérales réalisés du XVe au XVIe siècle.

## Vitraux légendaires du déambulatoire

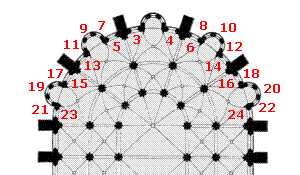
Position des différentes baies du déambulatoire

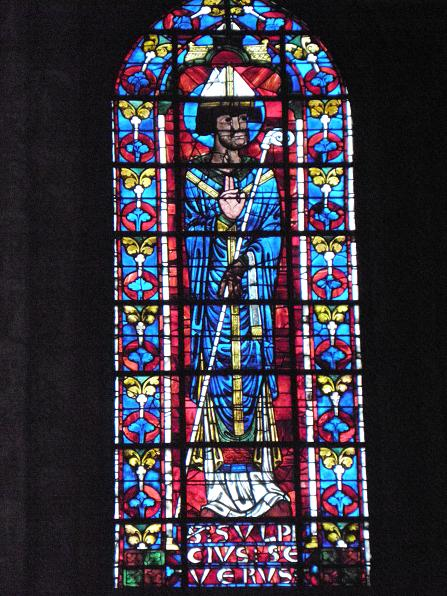
Vitrail haut représentant
l'archevêque de Bourges
saint Sulpice Sévère

Le déambulatoire de la cathédrale Saint-Étienne de Bourges et les chapelles rayonnantes possèdent une collection de 22 vitraux légendaires datant du XIIIe siècle, 10 dans le déambulatoire et 12 dans les chapelles rayonnantes. François Quiévreux date la réalisation de ces vitraux entre 1215 et 1220 à partir de la fin de la construction de la partie basse du chœur de la cathédrale en 1218. L'évêque Guillaume du Donjon a célébré une messe dans la cathédrale inachevée peu avant sa mort, en 1209. Dès 1214, un texte règle le fonctionnement du chœur liturgique, ce qui montre que les parties basses du chœur sont alors couvertes et vitrées. Robert Branner a fixé la première phase de la construction de la cathédrale avec le chœur, entre 1195 et 1214.
Les baies sont numérotées à partir de l'axe de la chapelle d'axe en reprenant le principe de numérotation des vitraux du Corpus vitrearum. Les baies portant des numéros pairs sont à droite en regardant la chapelle d'axe, les numéros impairs sont à gauche.
Ces vitraux sont contemporains des vitraux de Chartres du XIIIe siècle.
Les trois vitraux qui se trouvent dans la chapelle d'axe - baies 0, 1 et 2 - ont été refaits au XVIe siècle, offerts par Claude de la Châtre et Jeanne Chabot.
Les dix baies du déambulatoire :
- Baie no 3 : verrière de la Nouvelle Alliance
- Baie no 4 : verrière du Jugement dernier
- Baie no 5 : histoire de l'Enfant Prodigue
- Baie no 6 : histoire de la Passion
- Baie no 13 : parabole du Bon Samaritain
- Baie no 14 : verrière de l'Apocalypse
- Baie no 15 : histoire de l'invention des reliques de saint Étienne
- Baie no 16 : histoire de la vie de saint Thomas
- Baie no 23 : parabole de Lazare et du mauvais riche
- Baie no 24 : vie du patriarche Joseph

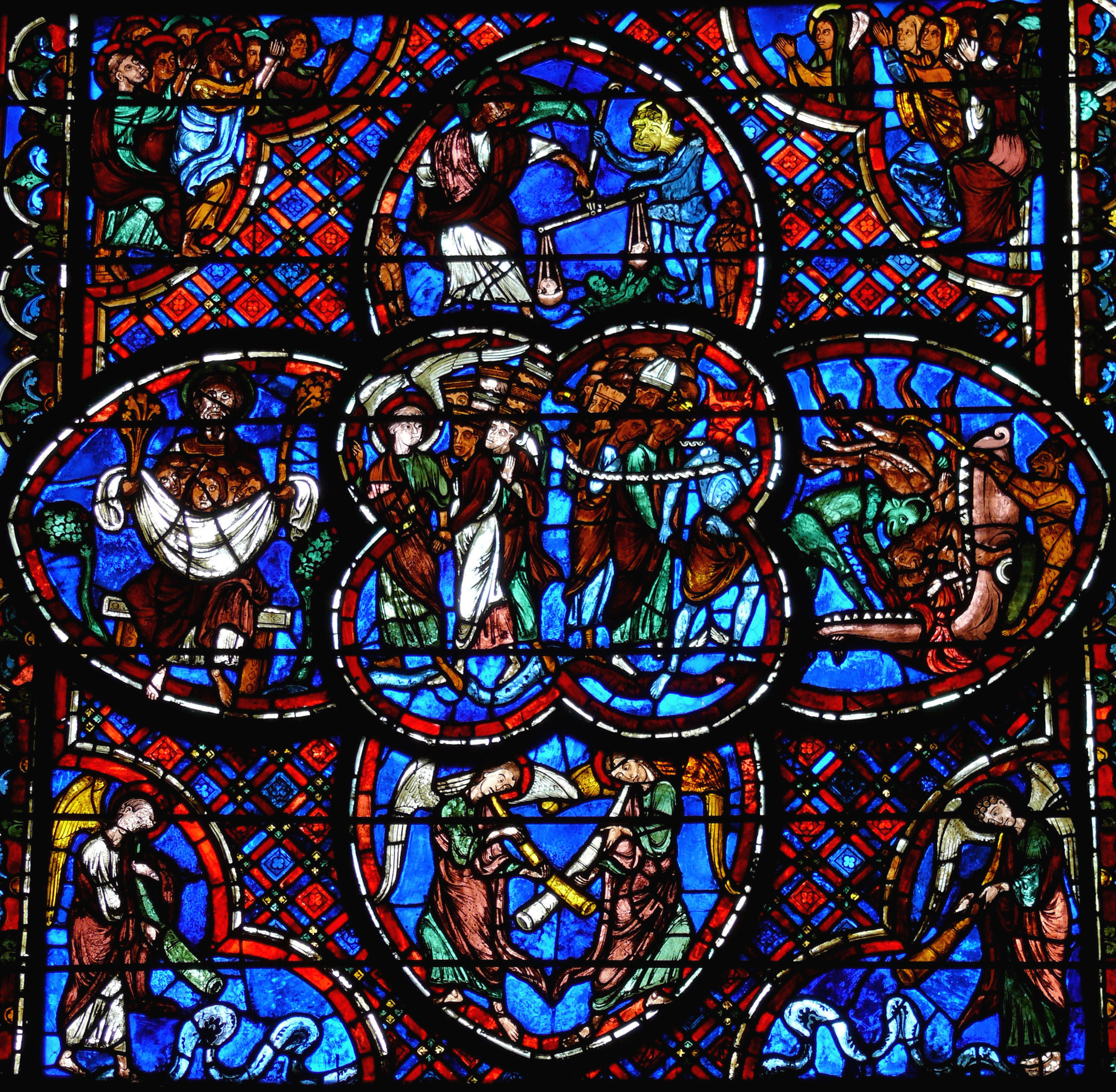
Vitrail du Jugement dernier
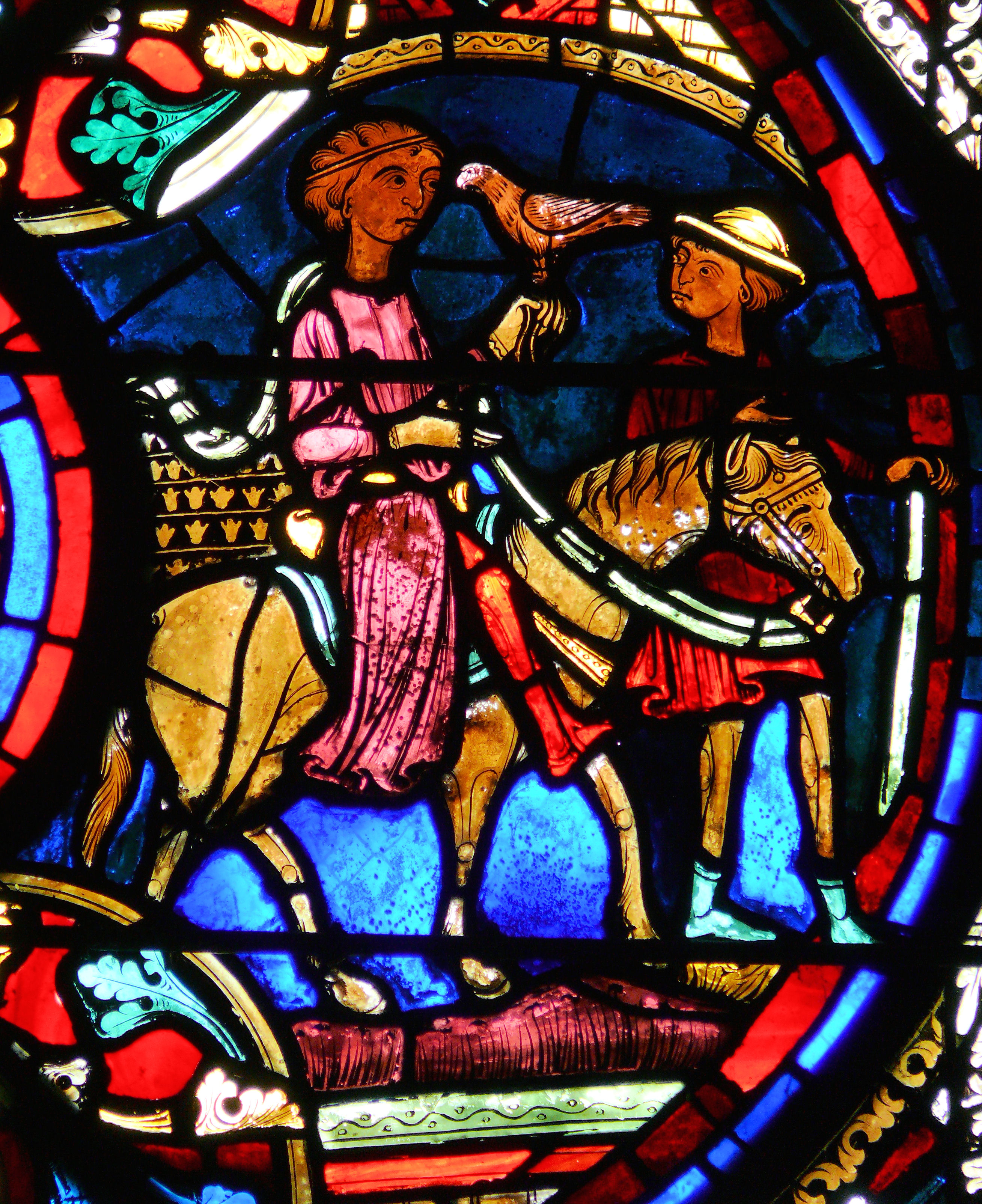
Le damoiseau dans le vitrail de l'Enfant prodigue
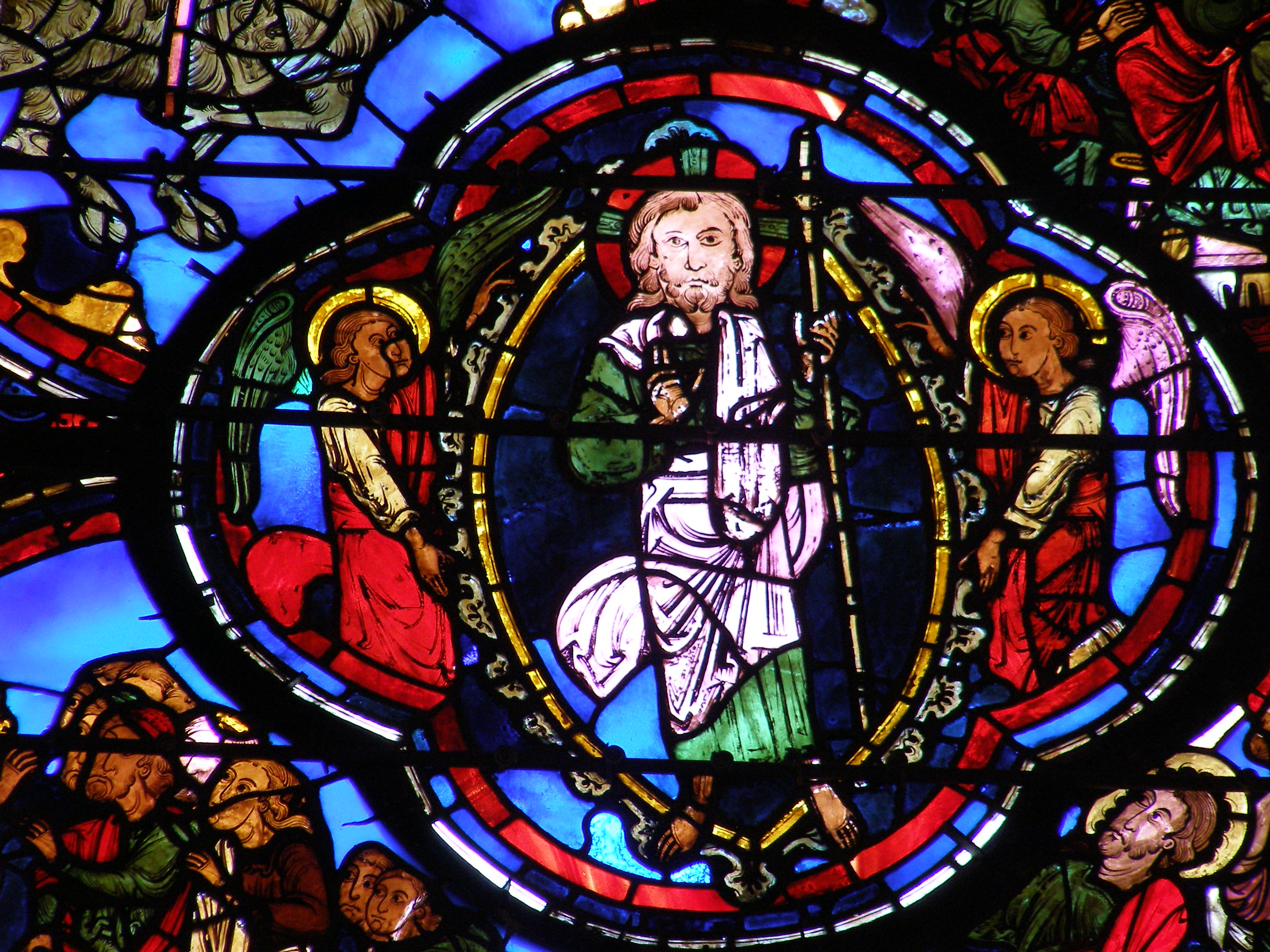
Le retour du Christ

Les douze baies réparties dans les quatre chapelles rayonnantes du déambulatoire par groupes de 3 racontent la vie des saints :
- Première chapelle rayonnante sud (chapelle Sainte-Catherine) :

Baie no 8 : légende de saint Laurent
Baie no 10 : vie de saint Étienne
Baie no 12 : légende de saint Vincent
- Seconde chapelle rayonnante sud (chapelle Sainte-Solange) :

Baie 18 : vie de saint Jean-Baptiste
Baie 20 : vie de l'apôtre saint Jean
Baie 22 : vie de l'apôtre saint Jacques le Majeur
La chapelle conserve des chapiteaux romans, mais les vitraux ont été réalisés en 1869 par Nicolas Coffetier.
- Première chapelle rayonnante nord (chapelle Notre-Dame-de-Lourdes) :

Baie 7 : vie de saint Martin
Baie 9 : légende de Pierre et Paul
Baie 11 : vie de saint Denis
- Seconde chapelle rayonnante nord (chapelle de la Sainte-Croix) :

Baie 17 : vie de Marie-Madeleine
Baie 19 : vie de saint Nicolas
Baie 21 : vie de Marie l'Égyptienne
Pour François Quiévreux, deux ateliers chartrains ont réalisé ces verrières. Pour Louis Grodecki et les historiens de l'art, les vitraux de la partie basse du déambulatoire ont été exécutés par trois ateliers :
- l'atelier de la Nouvelle Alliance, pour les baies 3 et 4,
- l'atelier du Bon Samaritain, pour les baies 6 et 13,
- l'atelier de l'Invention des reliques de saint Étienne, baie 15, qui a été le plus prolifique.

Des fragments de vitraux du XIIe siècle subsistent dans les verrières composites des baies 28, 34 et 36.
Les verrières subsistantes ont été restaurées à plusieurs reprises.
Comme à la cathédrale de Chartres, des vitraux ont été offerts par des corporations de métiers qui ont été représentées en train de travailler. Les vitraux sont alors des témoins de la ville au XIIIe siècle.

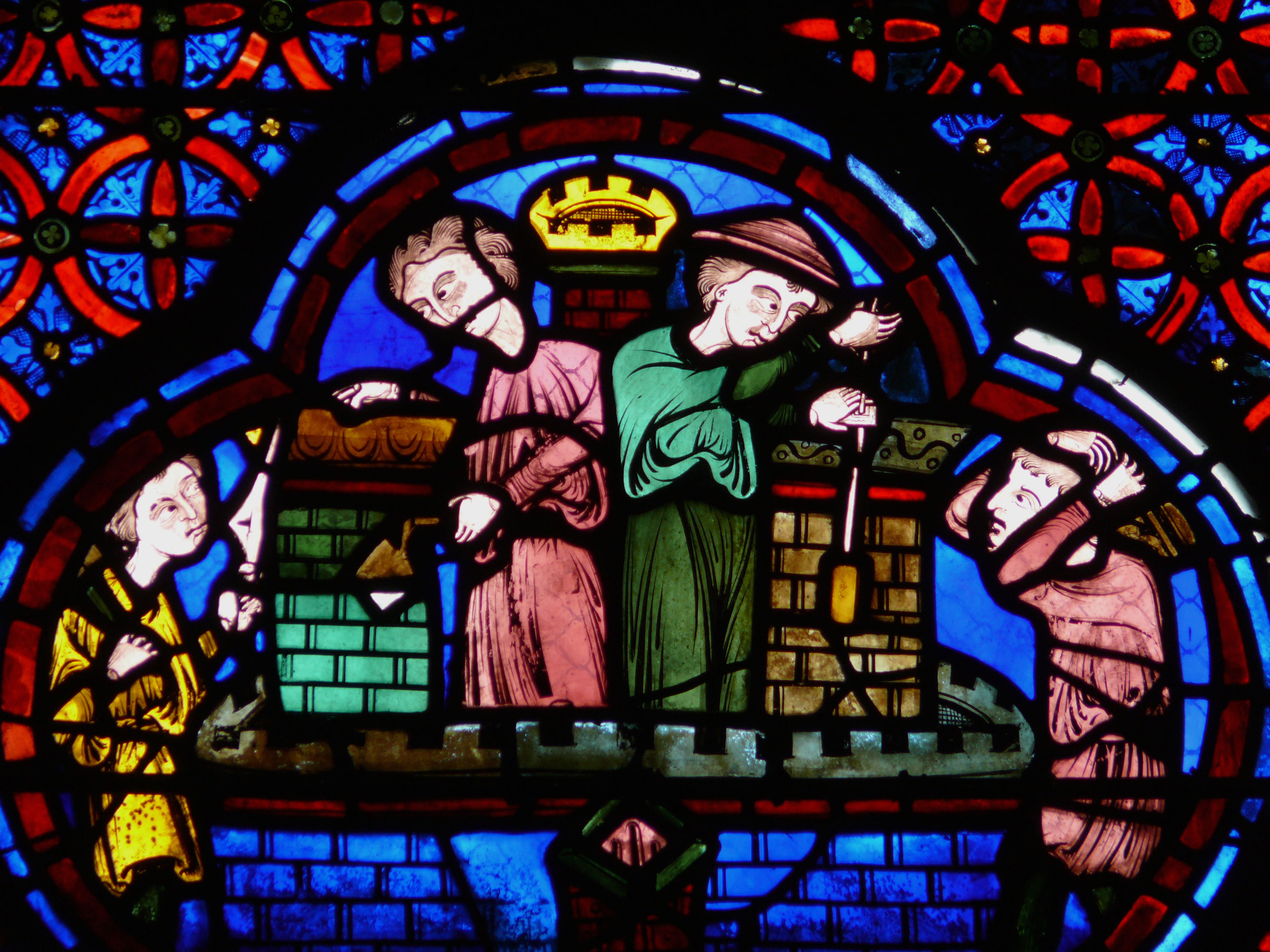
Maçons dans le vitrail de la Parabole de Lazare et du mauvais riche
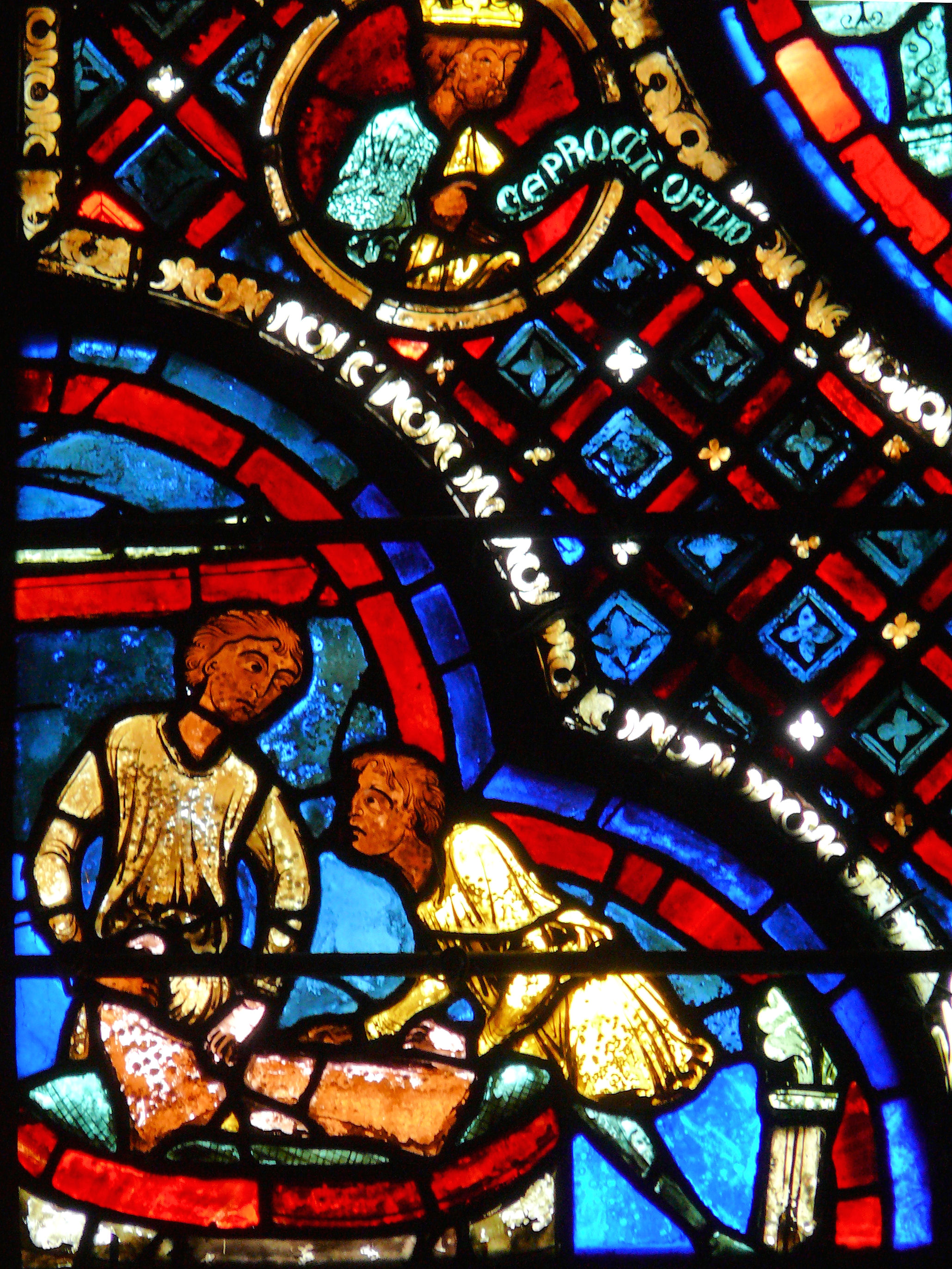
Vitrail de l'Enfant Prodigue
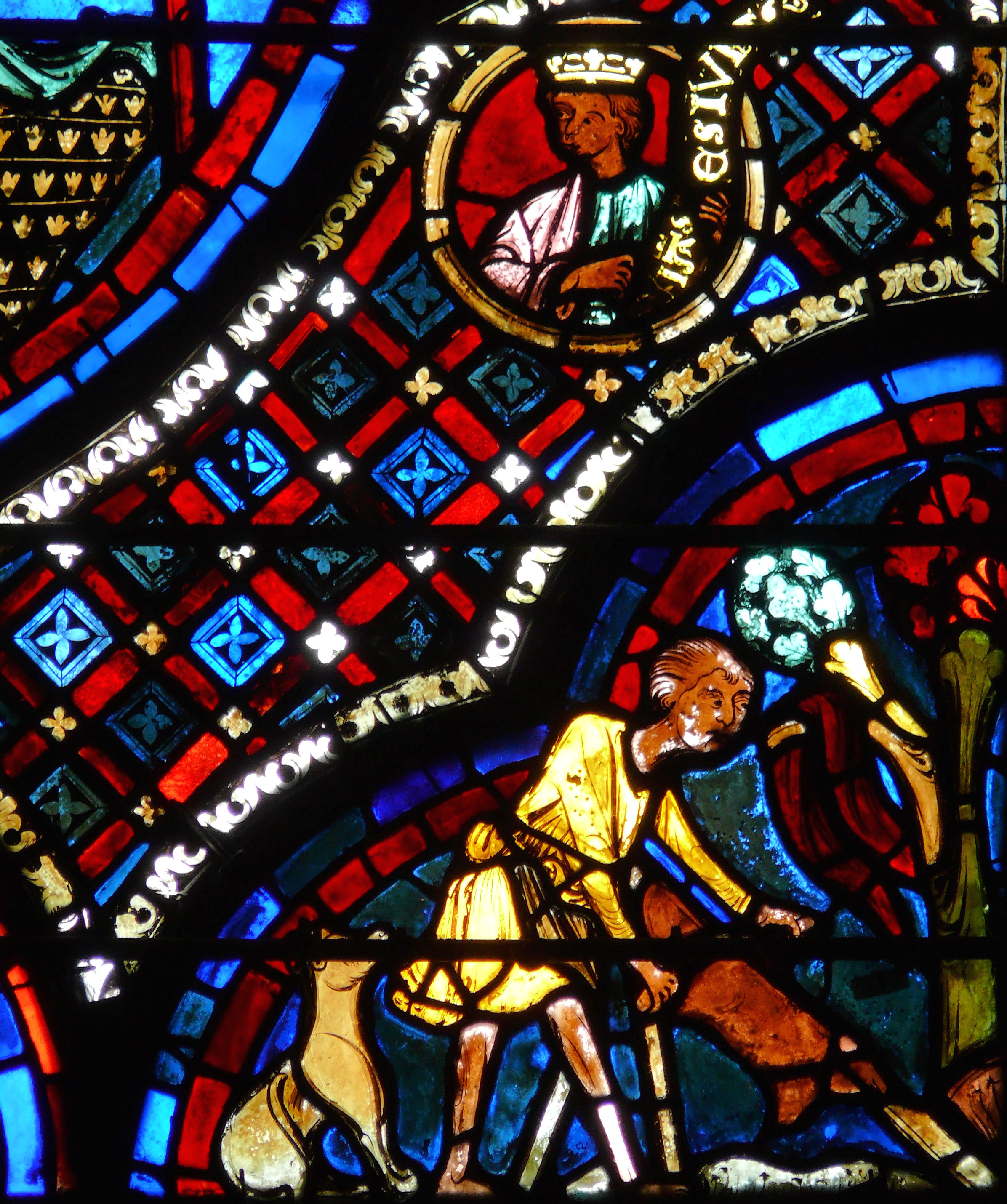
Vitrail de l'Enfant Prodigue
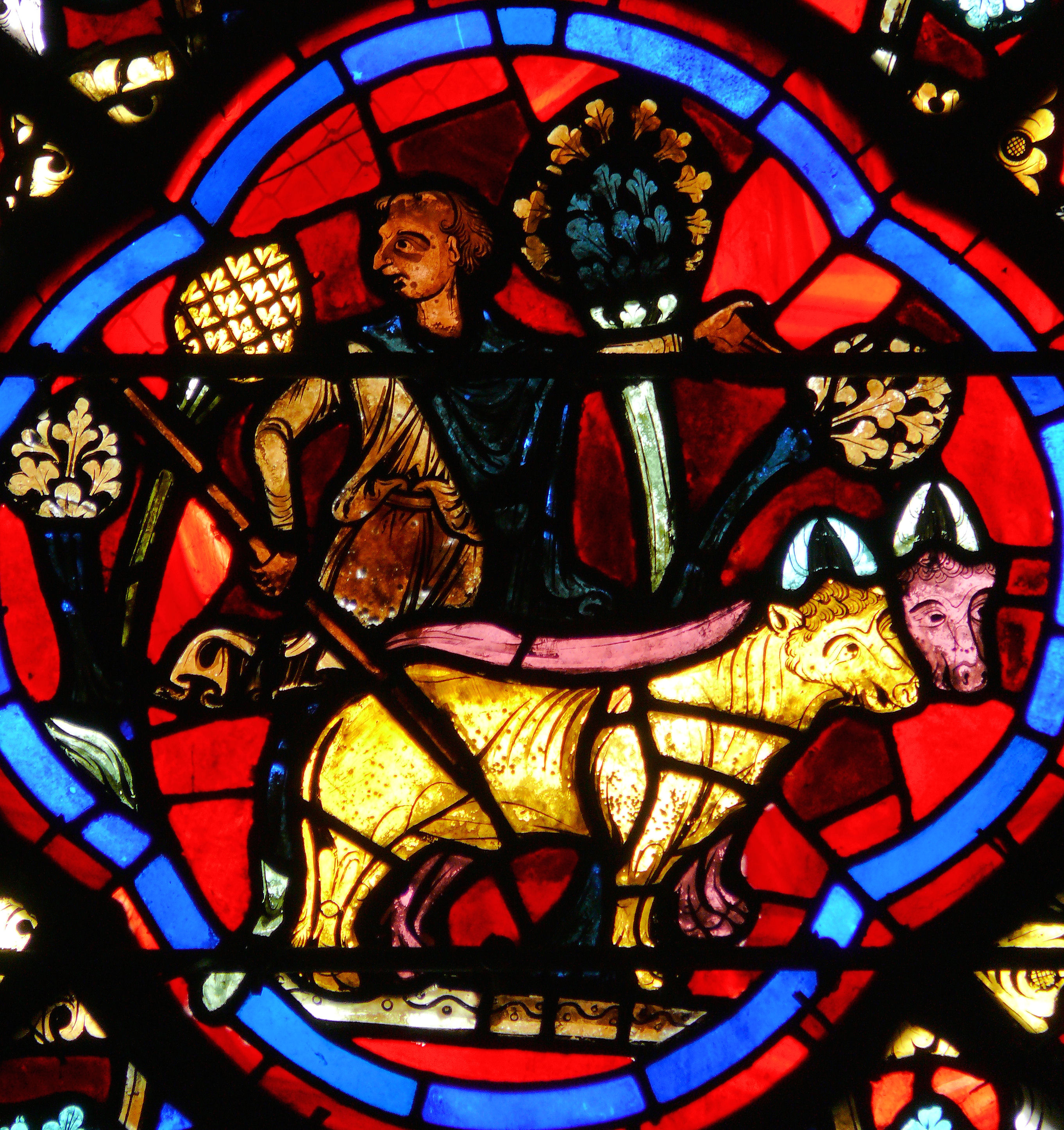
Vitrail de l'Enfant Prodigue
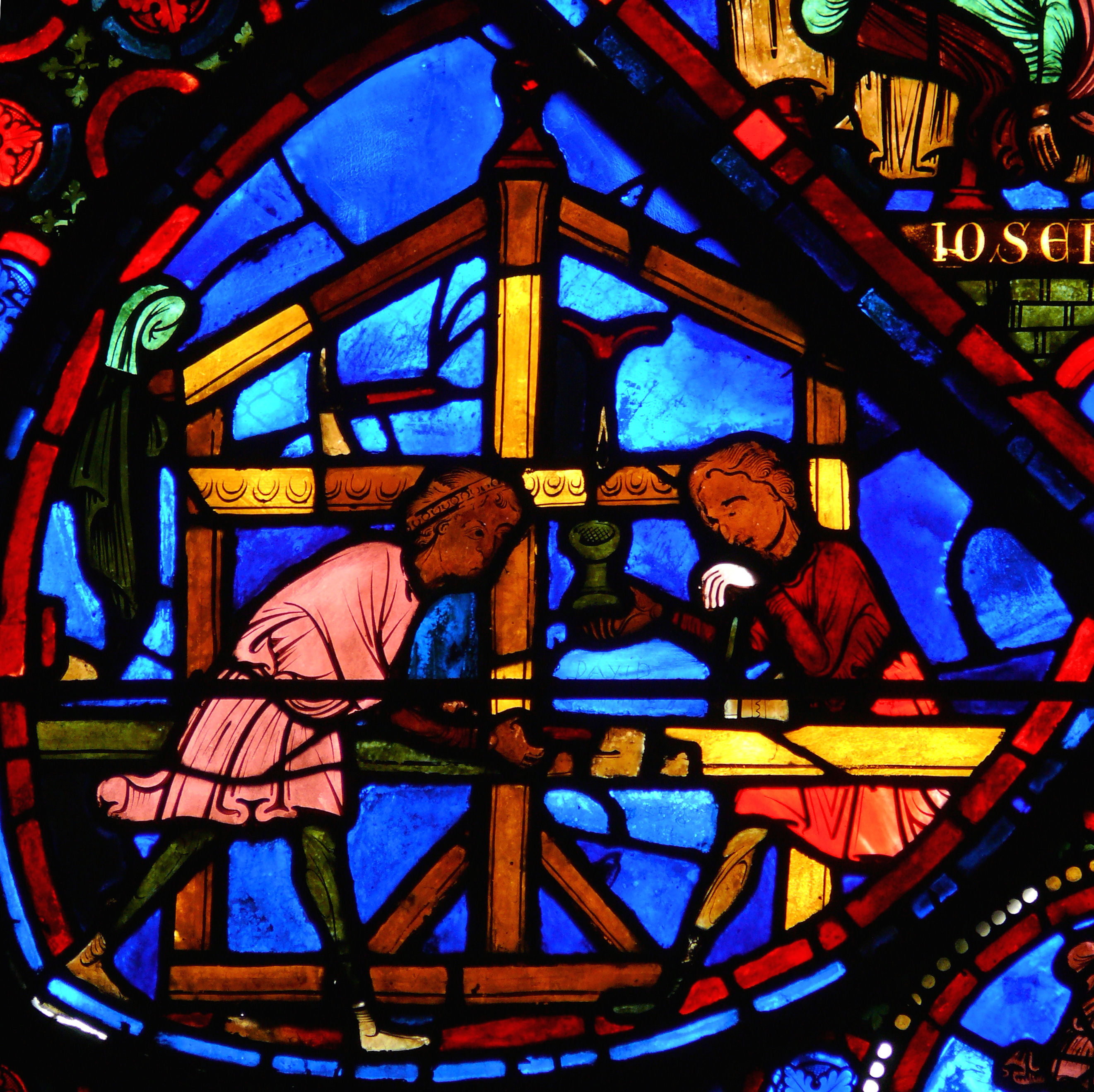
Vie du patriarche Joseph

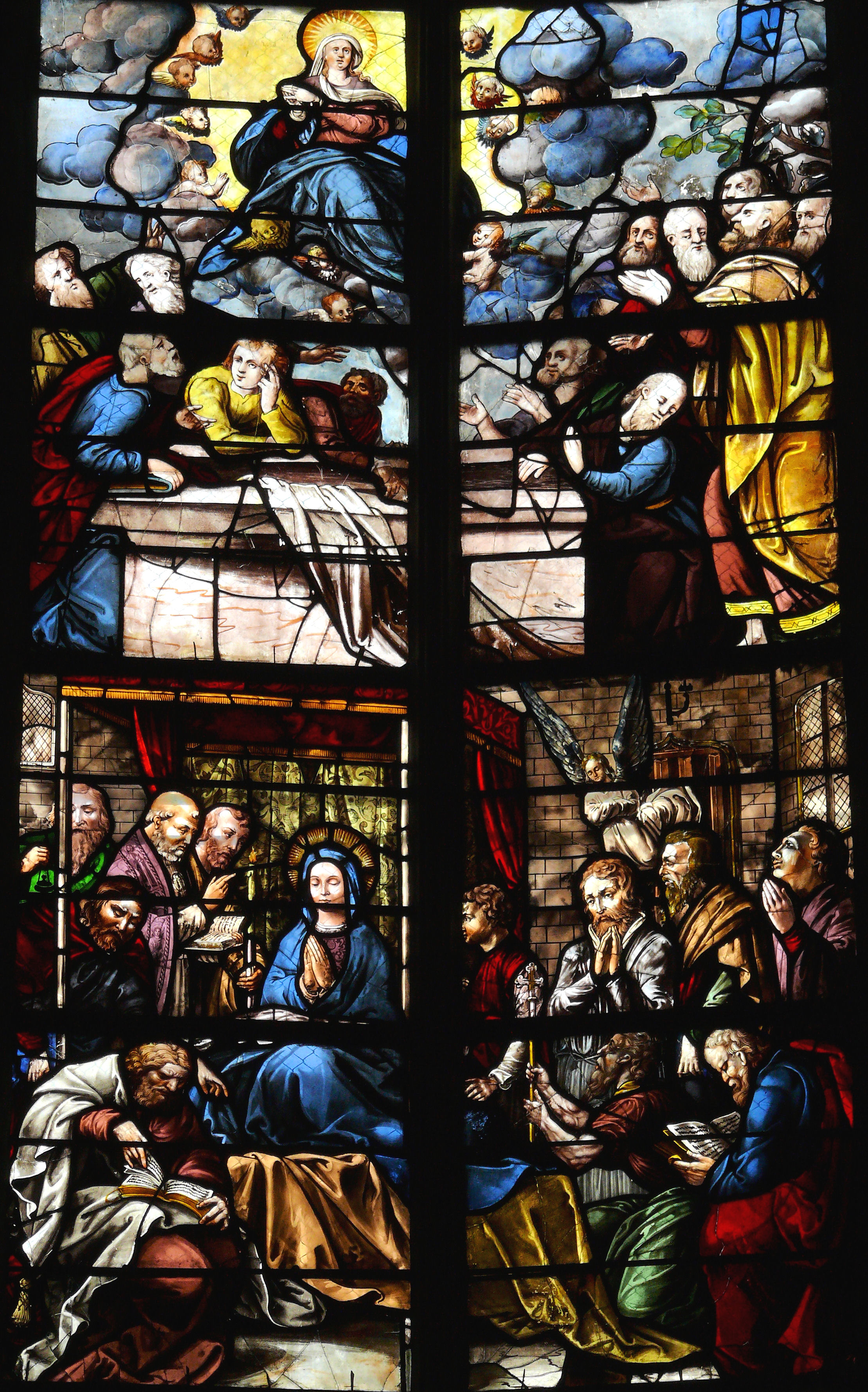
Chapelle d'axe
Vitrail de l'Assomption de la Vierge

La chapelle d'axe comporte trois baies - 0, 1 et 2 - décorées de vitraux du XVIe siècle, reprenant peut-être les thèmes traités au XIIIe siècle, et racontant la vie de la Vierge Marie :
Baie 0 : Assomption de la Vierge
Baie 1 : Annonciation
Baie 2 : Adoration des Mages et fuite en Égypte

## Les vitraux des parties hautes de la cathédrale
Dans les parties hautes,  il y a des vitraux à grands personnages des fenêtres hautes du vaisseau central et du collatéral intérieur au droit du chœur à partir de l'abside. Après la cinquième travée à partir de l'abside, il n'y a plus que des vitraux en grisaille. Dans les rosaces du collatéral ont été placés des couples de rois musiciens.
Dans la baie 216, placée dans la huitième travée, a été placé un vitrail représentant le couronnement de la Vierge, à la limite de la nef du chœur liturgique.

## Les vitraux dugrand Housteauofferts par le ducJean de Berry
Le grand Housteau, occupant 150 m² de la façade occidentale de la cathédrale été refait par l'architecte du duc de Berry, Guy de Dammartin, à la fin du XIVe siècle.

## Les vitraux de l'église basse
La Sainte-Chapelle de Bourges a été détruite en 1757. Le gisant du tombeau du duc Jean de Berry y a été déposé. Une partie des vitraux de la Sainte-Chapelle, construite entre 1395 et 1405, y ont été remontés sur cinq baies.

## Les vitraux des chapelles latérales

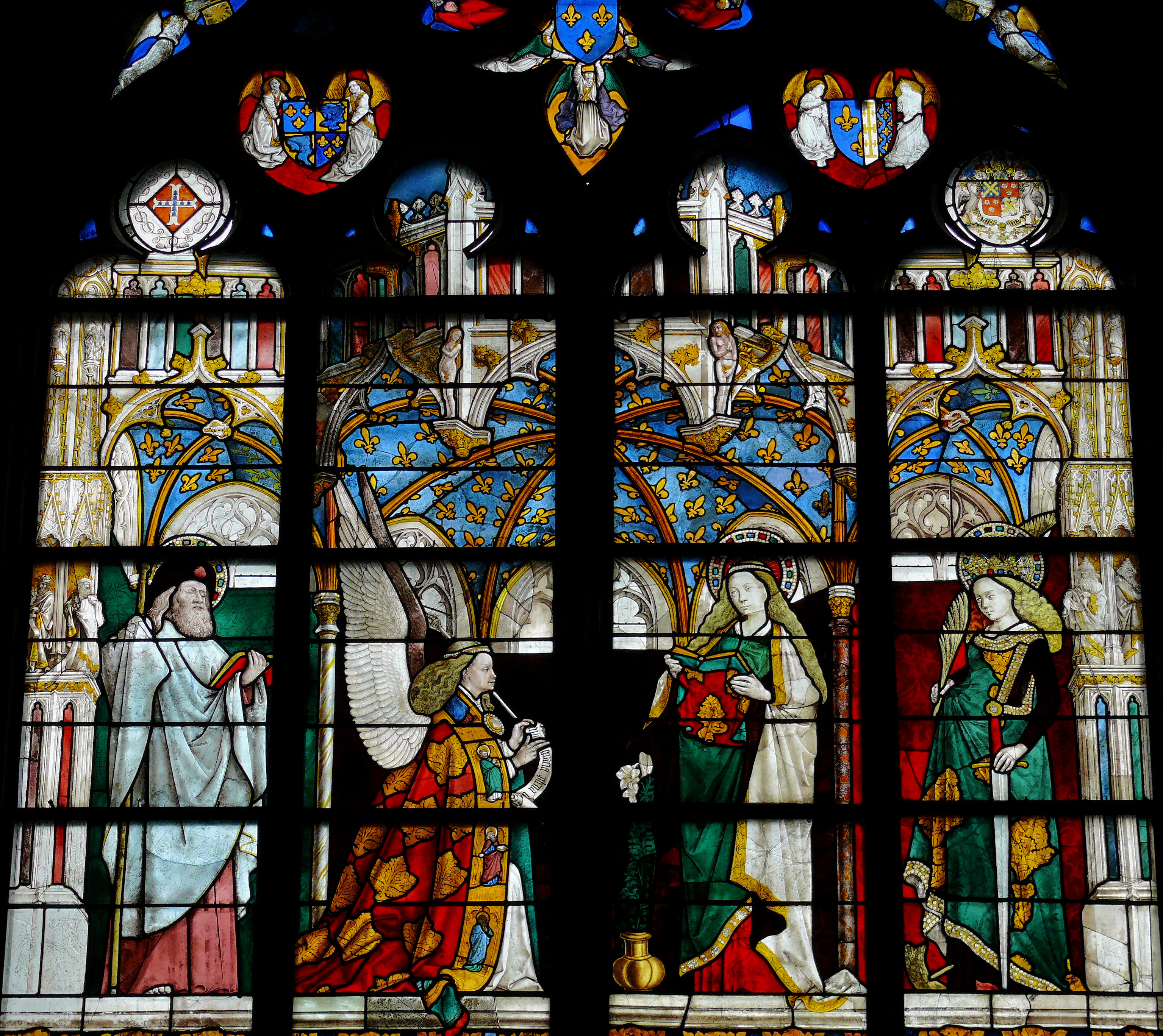
Vitrail de la chapelle Jacques-Cœur : L'Annonciation

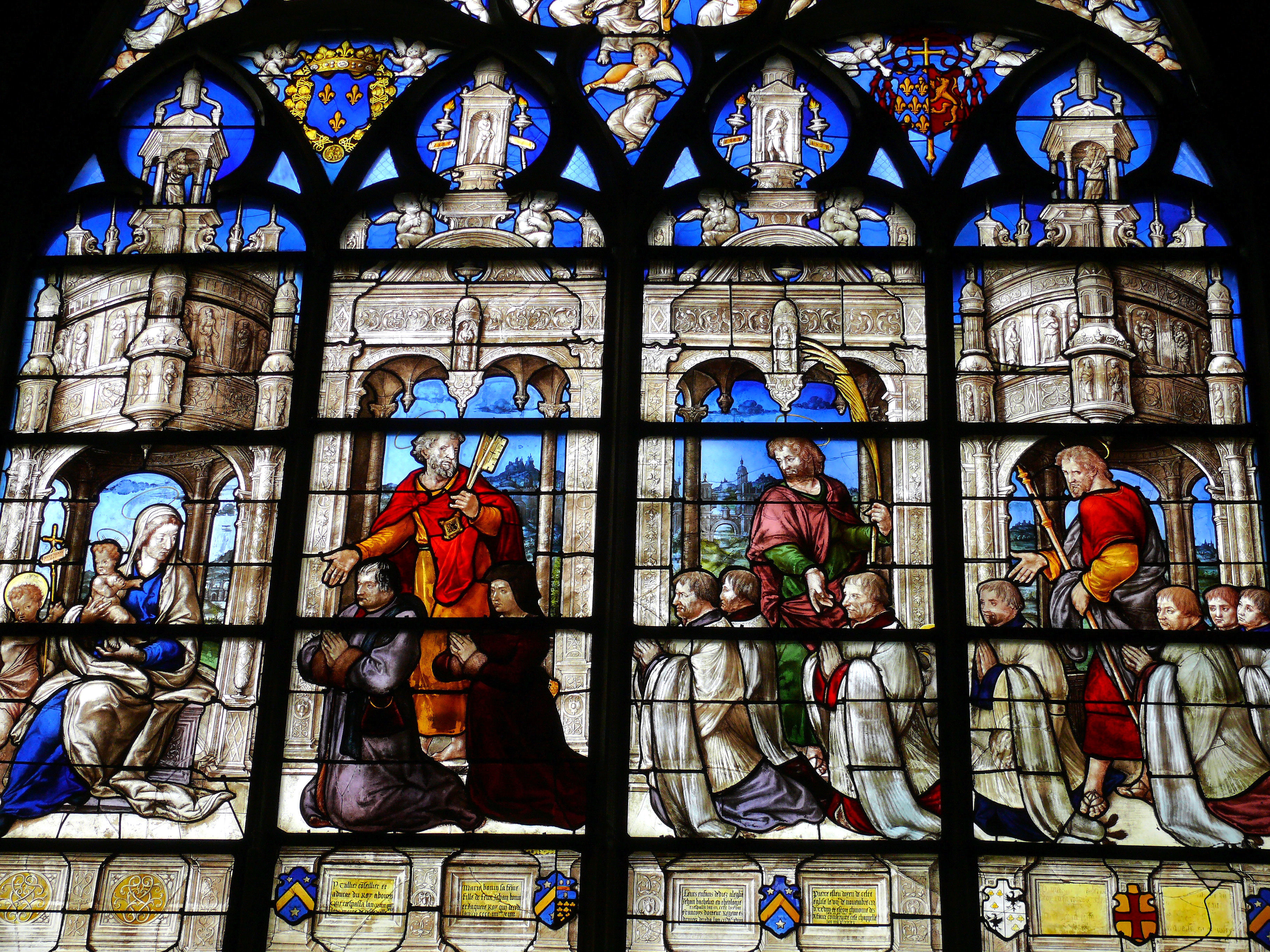
Vitrail de la chapelle Tullier

Les chapelles latérales possèdent une remarquable collection de vitraux montrant l'évolution de cet art entre le début du XVe siècle au du XVIe siècle.
| Liste des vitraux côté nord |                                                    |                                                                    |
| no baie                     | Chapelle                                           | Sujet des vitraux                                                  |
| 25                          | Chapelle Jacques-Cœur                              | L'Annonciation                                                     |
| 27                          | Chapelle Trousseau                                 | Famille Trousseau                                                  |
| 29                          | Chapelle Du Breuil                                 | Adoration des Rois Mages                                           |
| 31                          | Chapelle de Bar                                    | Vie de saint Denis de Paris                                        |
| 33                          | -                                                  | -                                                                  |
| 35                          | Chapelle de Beaucaire                              | Docteurs de l'Église                                               |
| 37                          | Chapelle Fradet                                    | Évangélistes                                                       |
| 39                          | Chapelle des fonts baptismaux                      | Assomption de la Vierge                                            |
| Liste des vitraux côté sud  |                                                    |                                                                    |
| 26                          | Chapelle de Guillaume de Boisratier                | -                                                                  |
| 28                          | -                                                  | -                                                                  |
| 30                          | Chapelle Aligret                                   | Saint Simon, sainte Catherine, saint Hilaire et un saint militaire |
| 32                          | Chapelle Tullier                                   | Famille Tullier                                                    |
| 34                          | -                                                  | -                                                                  |
| 36                          | -                                                  | -                                                                  |
| 38                          | Chapelle du Sacré-Cœur Ancienne chapelle d'Étampes | -                                                                  |
| 40                          | Chapelle du Sacré-Cœur Ancienne chapelle d'Étampes | -                                                                  |
| 42                          | Chapelle du Sacré-Cœur Ancienne chapelle d'Étampes | -                                                                  |
| 44                          | Chapelle Le Roy                                    | Apôtres témoins de l'Assomption                                    |
| 46                          | Chapelle Coppin                                    | Martyres de saint Laurent et saint Étienne                         |

### Chapelles du bas-côté nord

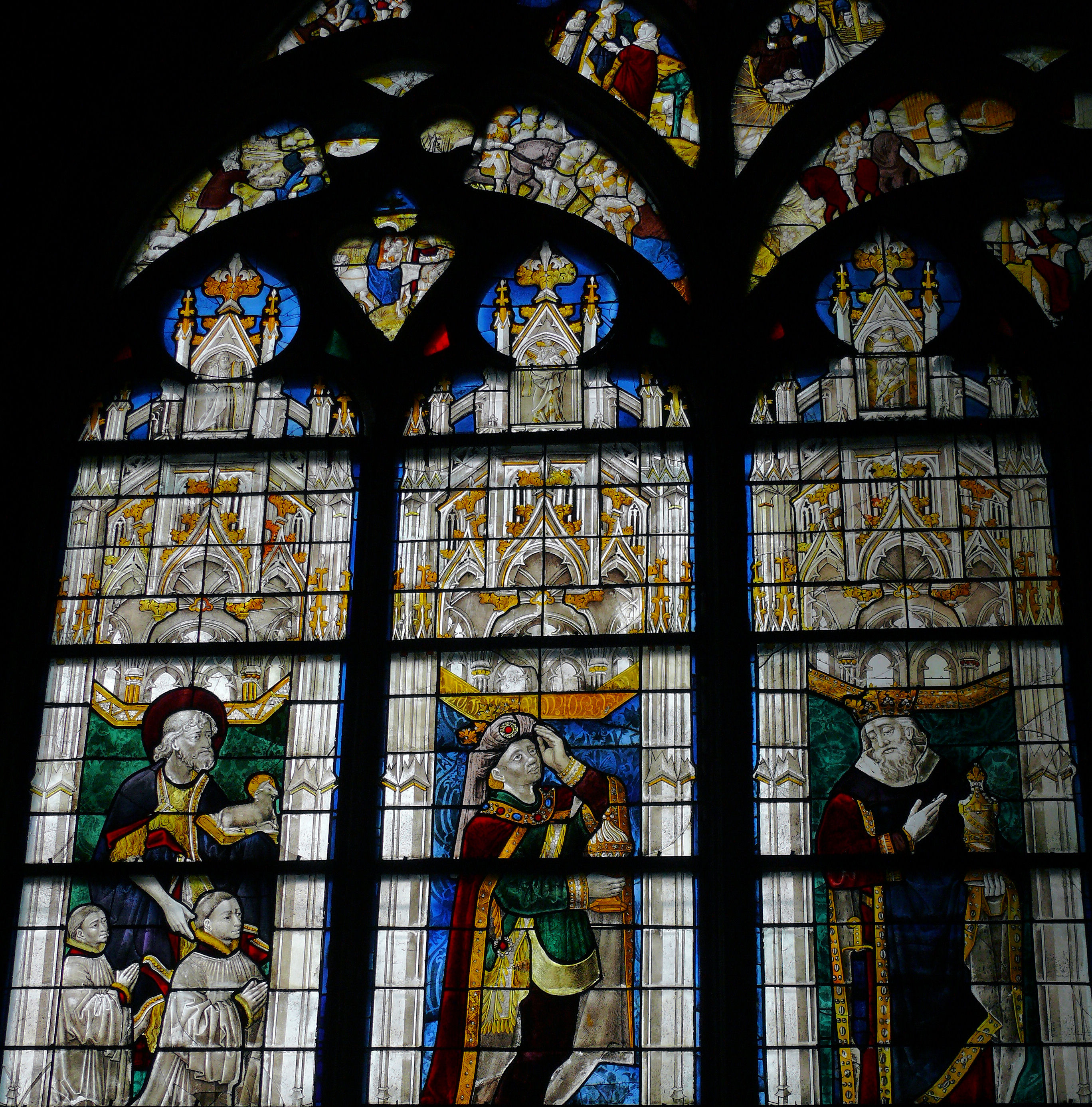
Vitrail de l'Adoration des Rois Mages

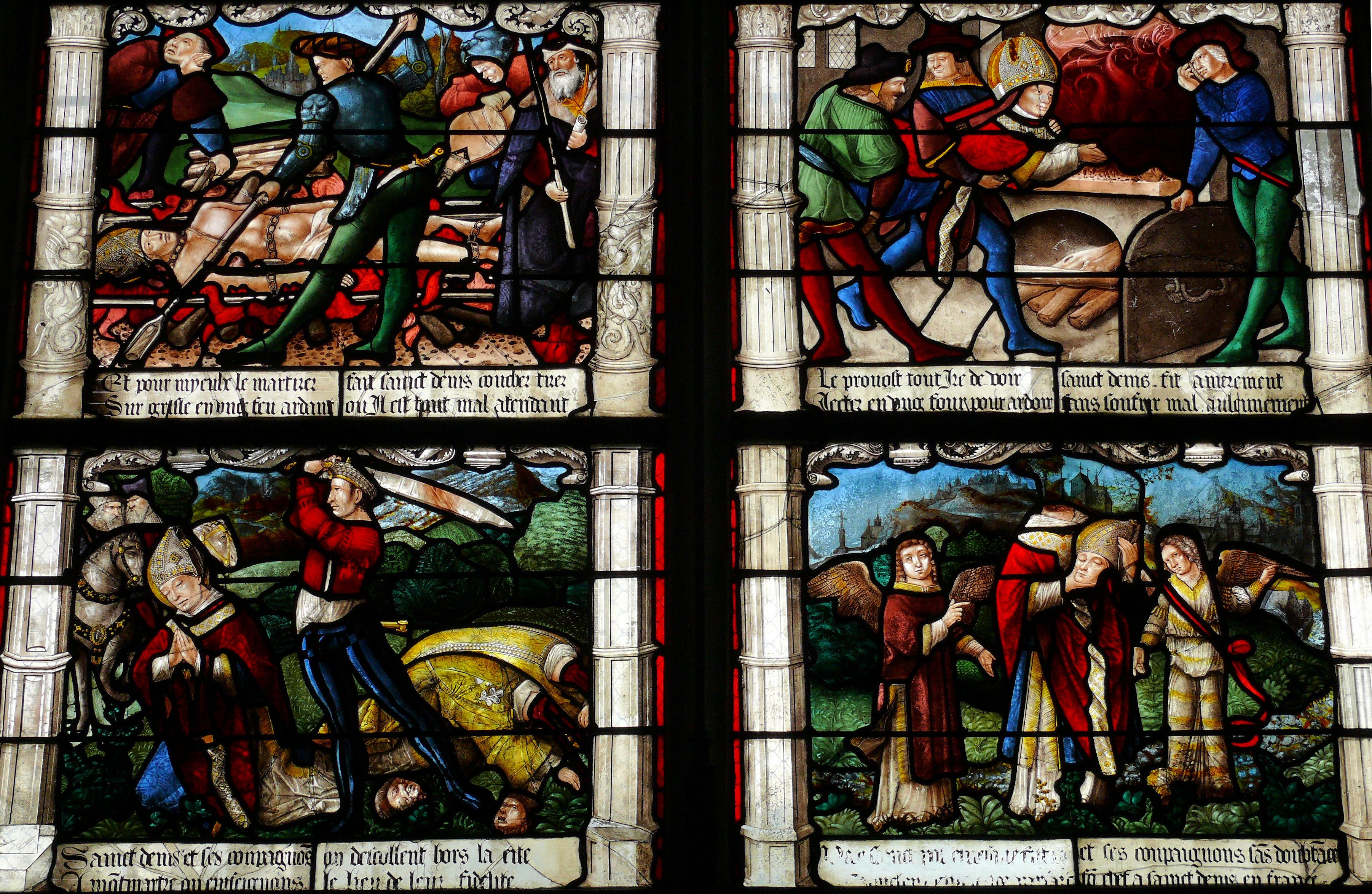
Vitrail de la vie de saint Denis de Paris

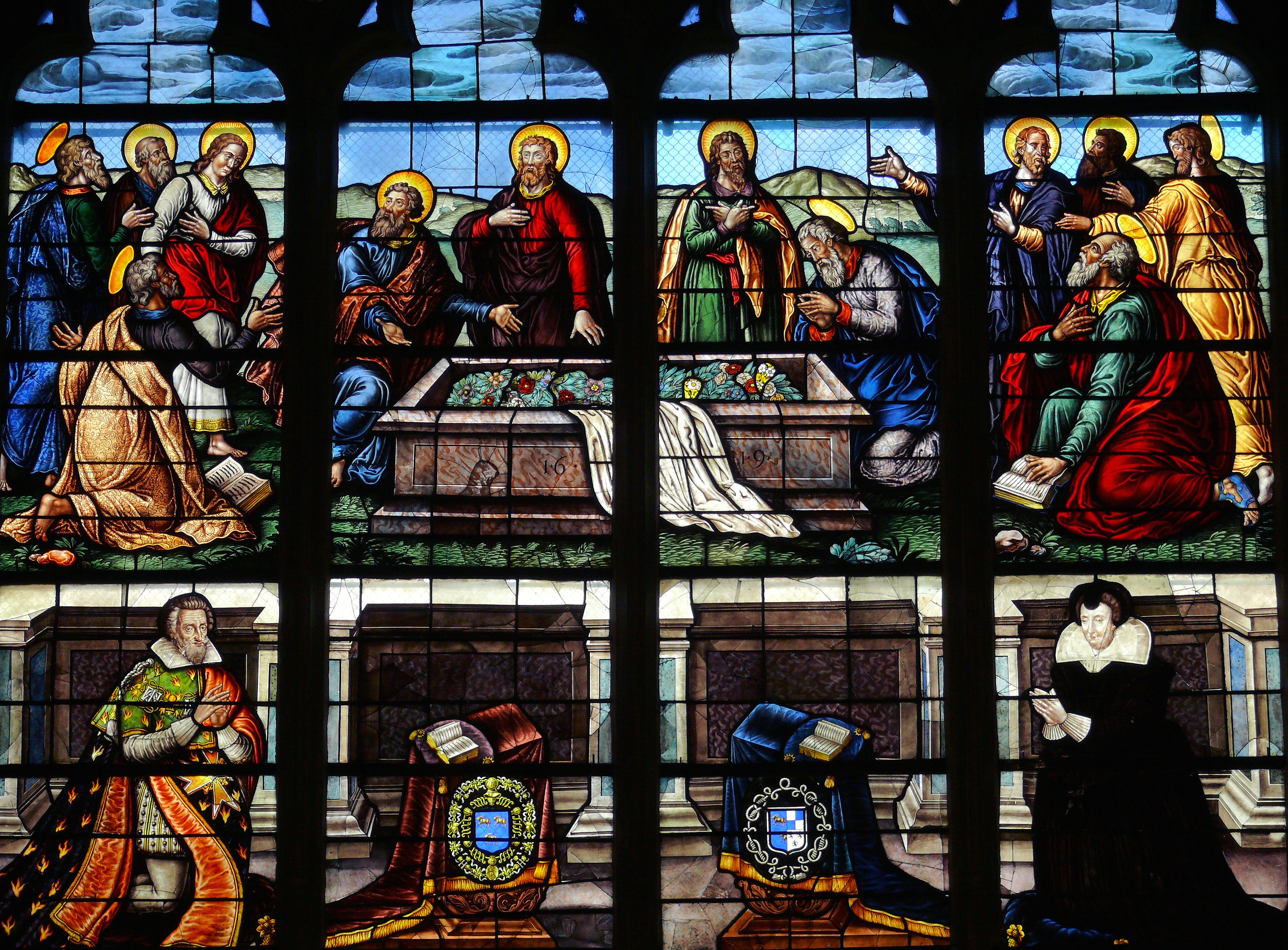
Vitrail de l'Assomption

- La chapelle Jacques Cœur a été placée sous le vocable de saint Ursin. Elle a été construite en 1450-1451 par le maître maçon Colin Le Picart. Le vitrail de l'Annonciation (baie no 25) a été fait d'après un carton d'un artiste probablement formé aux Pays-Bas. C'est un des chefs-d'œuvre de l'art du vitrail du XVe siècle.
Cette chapelle a ensuite servi à la famille de Laubespine. Un tombeau, dont il ne reste plus que trois priants, avait été dessiné par François Mansart.
- La chapelle Trousseau a été fondée par le chanoine Trousseau vers 1403-1404. C'est une des premières chapelles privées de la cathédrale.
Le vitrail (baie no 27) a dû être réalisé entre 1404 et 1409. Il représente une Vierge assise avec l'Enfant sur ses genoux. Devant elle, agenouillée et priante, la famille Trousseau présentée par saint Jacques le Majeur, un saint diacre et une sainte martyre.
Depuis 1950, la chapelle est placée sous la protection de sainte Jeanne de France, fondatrice de l'ordre de l'Annonciade.
- La chapelle Du Breuil a été construite entre 1467 et 1468 pour l'archidiacre Jean du Breuil puis décorée à la demande de son frère Martin, chanoine de la cathédrale. Le vitrail de l'Adoration des Rois Mages (baie no 29) a été réalisé entre 1468 et 1479. Le roi Maure est souvent reproduit. Derrière les rois mages, on peut voir saint Jean-Baptiste présentant les donateurs.
La chapelle a retrouvé sa décoration murale après la restauration commencée en 1993.
- La chapelle de Bar a été construite vers 1520 par Denis de Bar, évêque de Tulle. Le vitrail de la vie de saint Denis de Paris (baie no 31) est constitué d'un ensemble de tableaux. Comme il est fréquent à cette époque, le vitrail mélange les vies de saint Denis évêque de Paris et de Denys l'Aréopagite qui avait été converti par saint Paul à Athènes.
Ce type de vitrail est fréquent en Champagne au XVIe siècle.
Aujourd'hui la chapelle est dédiée à sainte Jeanne d'Arc.
- La chapelle de Beaucaire a été fondée par le chanoine Pierre de Beaucaire (ou Baucaire).
La verrière des docteurs de l'Église (baie no 35) est datée de 1454. Elle représente saint Ambroise, saint Jérôme, saint Augustin et saint Grégoire le Grand. Ce type de représentation se retrouve dans les vitraux de la Sainte-Chapelle de Riom qui sont contemporains.
Elle est dédiée à saint Loup.
- La chapelle Fradet, dans la deuxième chapelle latérale sur le côté nord de la nef, la verrière des Évangélistes (baie no 37) est datée de 1465. La chapelle a été fondée par Pierre Fradet, doyen du chapitre.
- La chapelle des fonts baptismaux, première chapelle sur le flanc nord de la cathédrale, elle a pris ce nom au XIXe siècle. Elle s'est d'abord appelée chapelle de Montigny. On y voit le priant du maréchal François de la Granged'Arquian, seigneur de Montigny, mort en 1617.
La verrière de l'Assomption de la Vierge (baie no 39) date de 1619. Elle a été offerte par Gabrielle de Cravant, la veuve du maréchal de Montigny. Robert Gauchery a indiqué que l'auteur anonyme de ce vitrail semble s'être inspiré d'une gravure du peintre Taddeo Zuccaro[4].

### Chapelles du bas-côté sud

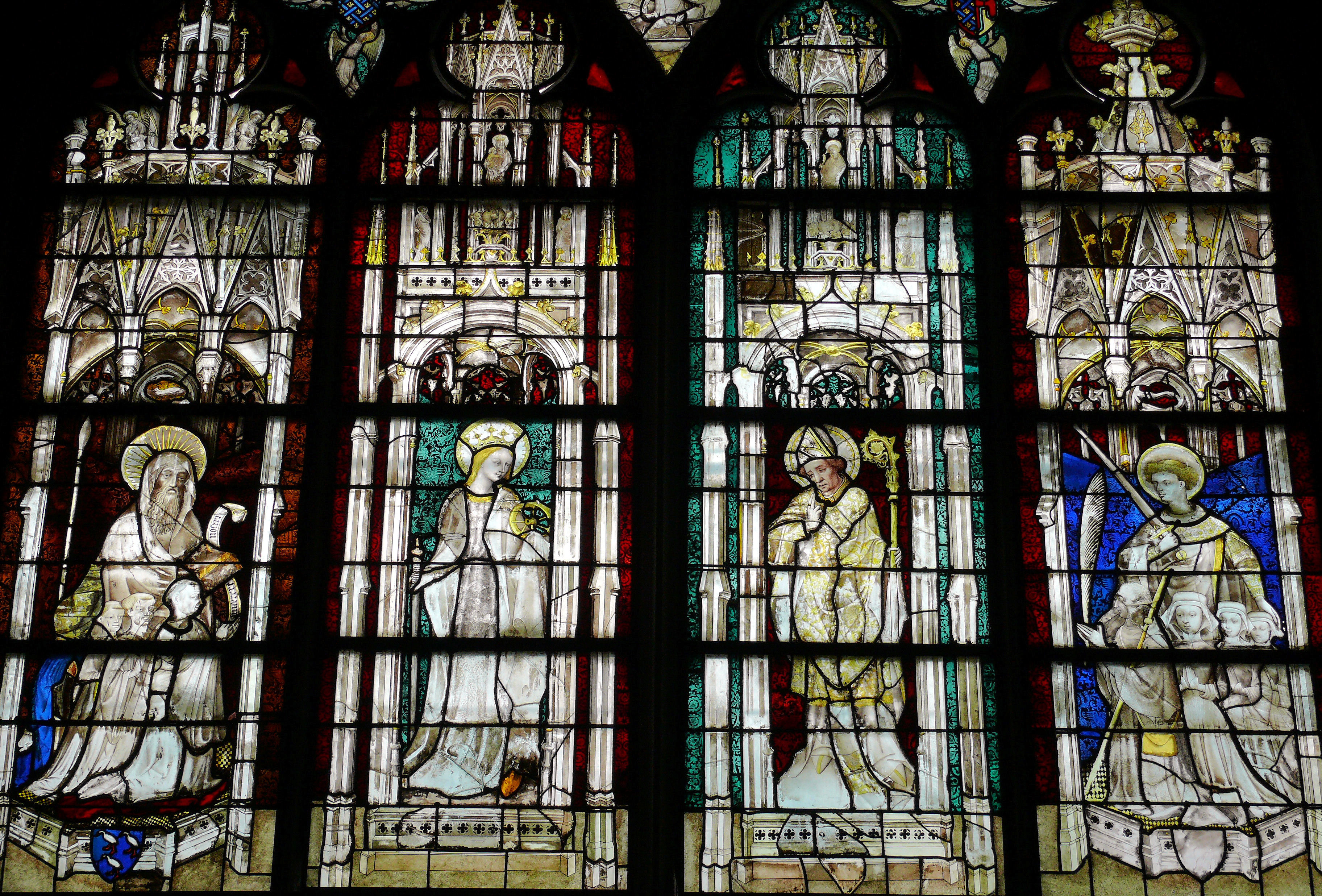
Vitrail de la chapelle Aligret

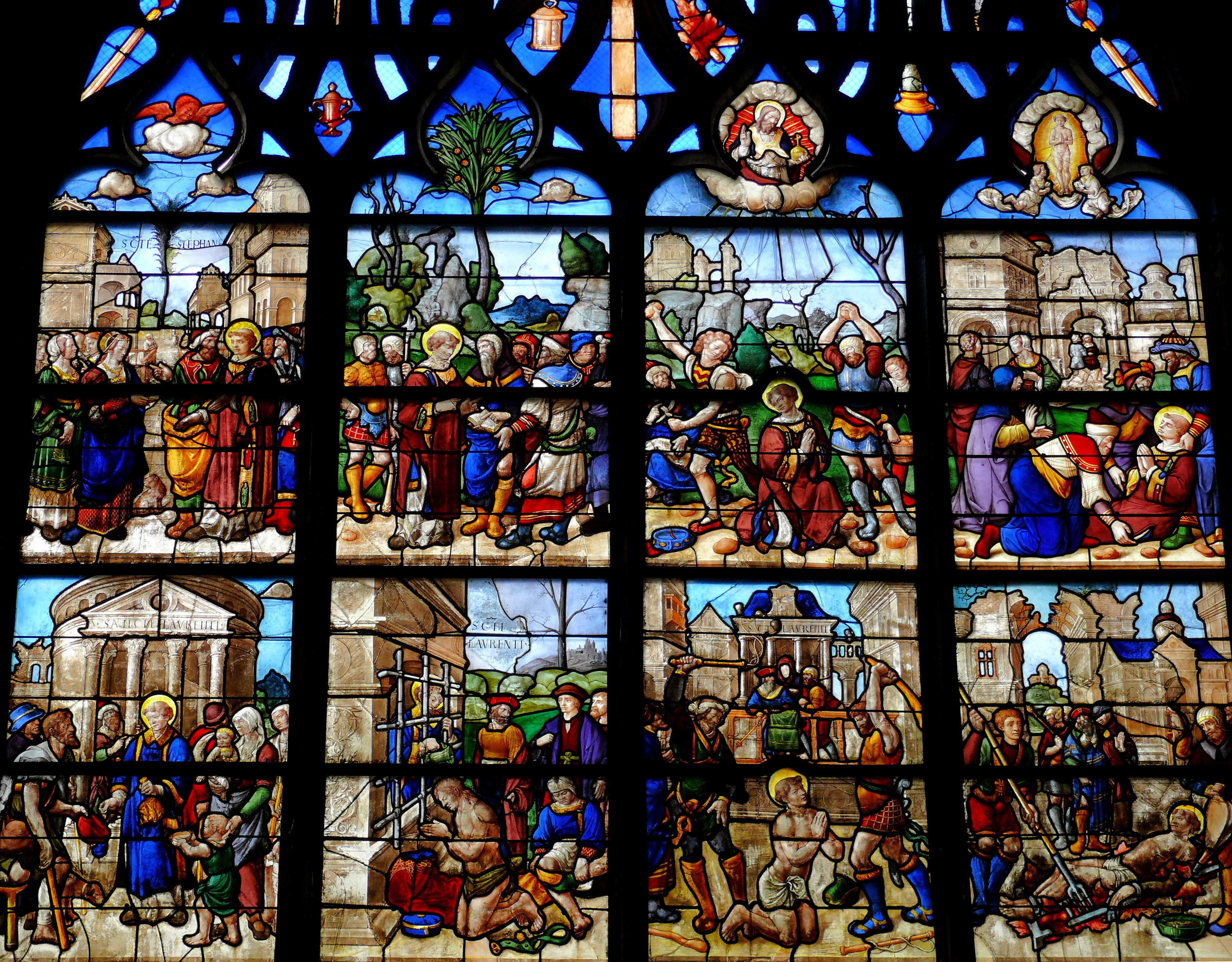
Vitrail des martyres de saint Laurent et de saint Étienne

- La chapelle Aligret a été fondée par Simon Aligret (ou Alligret), médecin du duc Jean de Berry, mort en 1415.
C'est la plus ancienne chapelle privée fondée dans la cathédrale. La verrière (baie no 30) représente quatre saints : saint Simon, sainte Catherine, saint Hilaire et un saint militaire qui pourrait être saint Julien de Brioude.
La chapelle est dédiée aujourd'hui à saint Joseph.
- La chapelle Tullier a été fondée par Pierre Tullier, doyen du chapitre, en 1531-1532.
La verrière représente la famille Tullier (baie no 32) agenouillée devant la Vierge, présentée par saint Pierre, saint Jean l'Évangéliste et saint Jacques le Majeur.
La représentation de la Vierge reprend un modèle de Raphaël. La verrière a été réalisée par le peintre verrier Jean Lécuyer.
- La chapelle du Sacré-Cœur est l'ancienne chapelle d'Étampes dédiée à saint André, fondée vers 1425 par Robinet ou Robert d'Étampes et ses trois frères prénommés Jean et Guillaume. Robert d'Étampes était un favori du duc Jean de Berry, , conseiller et chambellan de Charles VI, maréchal et sénéchal du Bourbonnais. Un premier Jean d'Étampes a été évêque de Carcassonne, le deuxième Jean d'Étampes dit le jeune a été évêque de Nevers en 1445, et le troisième a été maître d'hôtel du duc d'Angoulême. Guillaume d'Étampes a été évêque de Montauban en 1451, puis évêque de Condom en 1454. À partir des blasons des donateurs, Robert Gauchery a proposé de placer la réalisation des vitraux de la chapelle entre 1452 et 1465. Ces vitraux qui représentaient les donateurs ont disparu sans que les causes et la date de cette disparition soient connues. Robert Gauchery indique que les ouragans du 28 et 29 juin 1645 ont endommagé de nombreux vitraux de la cathédrale[5].
- La chapelle Le Roy a été fondée par Jean Le Roy, seigneur de Contre.
Le vitrail (baie no 44) représente les apôtres assistant à l'Assomption de la Vierge. Il a dû être réalisé vers 1472-1475.
- La chapelle Coppin est la première chapelle sur le flanc sud de la cathédrale. Elle a été fondée en 1517 par le chanoine Pierre Coppin (ou Copin). La confrérie de la Bonne Mort y avait été installée.
La verrière (baie no 46) réalisée vers 1535 par Jean Lécuyer représente au registre inférieur le martyre de saint Laurent, et au registre supérieur le martyre de saint Étienne.